# Астробиологија
Астробиологија, егзобиологија, ксенобиологија је наука која проучава природу живота, његов настанак, еволуцију и распрострањеност као планетарног феномена са циљем разумевања живота на Земљи, као и будућност живота (биолошких система) у космосу-свемиру; ванземаљски живот и живот на Земљи у далекој будућности. Да би одговорила свим захтевима који се пред њу постављају астробиологија је за кратко време постала јединствена заједница истраживача, која обједињује преко 110 различитих дисциплина.
Ова млада мултидисциплинарна наука која покрива истраживања; за настањивим окружењима у нашем Сунчевом систему, насељивим планетама ван њега и доказе о постојању пребиотских хемијских елемената. Такође астробиологија врши лабораторијске и теренске студије о пореклу и раном развоју земаљског живота и проучава могућности прилагођавања живих бића екстремним условима на нашој планети и у космосу.
Захваљујући све већем развоју астробиологија, задњих година прикупљено је мноштво нових података о екстрасоларним планетама и малим телима Сунчевог система што је значајно повећало људска сазнања о настанку и еволуцији планета.
Али исто тако, астробиологија није пронашла ниједан доказ да су интелигентна бића из космоса икада посетила Земљу, иако то није истински циљ астробиологија. То наглашава разлику између астробиологије као науке и холивудске и медијске потраге за свемирцима, чији је циљ стварање предуслова за ширење човечанства ван планете Земље, што ће се можда пре или касније догодити, пуно пре него што Земља престане бити погодна за живот, према неким суморним прогнозама дела научника.

## Етимологија и синоними речи астробиологија
Термин астробиологија етимолошки је изведен из грчког језика од речи: αστρον - астрон (сазвежђе, звезда); βιος - биос (живо); и λογια- логиа (студија).
Синоними астробиологије су разноврсни и у својој основи настали су из астрономије и биологије. Тако се често као синоними користе термини егзобиологија и ксенобиологија.
Егзобиологија
Сноним егзобиологија изведен је из грчких речи Εξω (спољни) ; Βιος - биос (живот); и λογια - логиа (студија). Термин је први пут применио Каталонски молекуларни биолог Јошуа Ледерберг. У научним круговима сматрају да Каталонски термин егзобиологија има узак опсег истраживања који је ограничен на тражење живота изван Земље, док је област истраживања астробиологије шири јер она поред истраживања везе између живота на Земљи и универзума, укључујћии потрагу за ванземаљским животом, проучава и живот на Земља, њено порекло, еволуцију и ограничења у развоју. Каталонски као термин све више има тенденцију да буде замењен термином астробиологије.
Ксенобиологија
Термин ксенобиологија („биологија странаца“) скован је у 1954 од стране писца научне фантастике Роберт Хајнлајна у његовом делу „Звезда звер“. Данас се термин ксенобиологија користи у више специјализованом смислу да означи, биологију страних хемијских елемената, било да су они ванземаљски или земаљски (евентуално синтетичког порекла). Пошто су алтернативни аналози хемије неки животни процеси створени у лабораторији, за ксенобиологију се може рећи да је то њен главни предмет истраживања.

## Историја
Човечанство се вековима суочава са дилемом како је настао разуман живот на Земљи, из које су протекла и два опречна гледишта: да је разуман живот ужасавајуће ретка појава, и да нема начина да се то поткрепи; и насупрот томе да је наша галаксија космичко станиште многих разумних створења, а то је подложно доказивању. Тако је настал потреба да се оснује посебна наука која би се бавила између осталог и овом проблематиком.
Са овом проблематиком, у оквиру програма истраживања космоса, прва је започела да се бави НАСА оснивањем астробиолошког програма који је требало да се бави тражењем одговора на следећа основна питања:
- Како је почео и еволуирао живот?
- Да ли постоји живот ван Земље и, ако јесте, како може да се открије?
- Каква је будућност живота на Земљи и у космосу?

У настојању да одговори на ова питања и побољша разумевање биолошких, планетарних, и космичким феноменима и односа међу њима, стручњаци из астрономије и астрофизике, Земљских и планетарних наука, микробиологије, еволуционе биологије, космичке хемије, и других релевантних дисциплина укључени су у астробиолошка истраживања, како би помогли и унапреди подухват истраживања космоса.
Након што је 1996. године НАСА основала Институт за астробиологију (NASA Astrobiology Institute − NAI), астробиологија је под њеним окриљем и формално постала нучно-истраживачка грана. Формирање института настало је као резултат све већег интересовања НАСА стручњака за планету Марс, најближу ванземаљску локацију које је потенцијално погодна за живот. Преломни догађај вероватно је био откриће антартичког метеорита АЛХ84001 1996. године, за који је утврђено да потиче са Марса, и у којем су наводно нађени микрофосили ванземаљског живота. Иако је НАСА основала астробиолошки програм у 1996. она је прво започела истраживања у области егзобиологије, претходница астробиологије, које практично датирају с почетка свемирског програма САД.
Астробиолошки програм у оквиру НАСА-е има четири елемента:
- НАСА астробиолошки институт за егзобиологију и еволуциону биологију (енгл. NASA Astrobiology Institute , Exobiology and Evolutionary Biology)
- Астробиолошке науке и технологију за итраживање планете (енгл. Astrobiology Science and Technology for Exploring Planets).
- Астробиолошке науке и технологију инструмента развоја (енгл. Astrobiology Science and Technology Instrument Development ).

НАСА институт за астробиологију ради као виртуални институт са 12 америчких истраживачких тимова који броје преко 700 научника. Готово деценију након оснивања, и успешног рада, НАИ улази у кризно раздобље (јер је НАСА смањила финансирање астробиологије за 50%), те се тежиште истраживања пребачено у друге институције, углавном европске.
Истраживачки центар за астробиологију данас постоје широм света, нпр. у Шпанији, Француској, Аустралији, Великој Британији. Такође, на многим угледним универзитетима постоје студије астробиологије.

### Историјат првих биолошких истраживања у космосу
| Назив летелице                    | Датум лета        | Трајање лета | Врсте биолошких узорака                                                  | Биолошко безбедносне карактеристике лета                                                             | Реализација задатка                                  |
| --------------------------------- | ----------------- | ------------ | ------------------------------------------------------------------------ | --- | ---------------------------------------------------- |
| Други вештачких сателит око Земље | 3. новембар 1957. |              | Пас Лајка                                                                | Регистрација: ЕКГ, артеријског притиска, учесталости дисања, моторичке активности                    | Сателит се због квара није вратио на Земљу           |
| Други свемирски брод-сателит      | 19. август 1960.  | 1 дан        | Пси Стрелка и Белка, миш, семе биљака, ћелијска култура, инсекти         | Регистрација: ЕКГ, артеријског притиска, дисања, температуре тела, мишићне активности                | Прве животиње које су се вратиле на Земљу из свемира |
| Трећи свемирски брод-сателит      | 1. децембар 1960  | 1 дан        | Пси Пчелка и Мушка, морско прасе, пацов, миш, семе биљака                | Регистрација код паса; ЕКГ, артеријског притиска, дисања, температуре тела, мишићне активности (ЕМГ) | Сателит се није вратио због техничких проблема       |
| Четврти свемирски брод-сателит    | 9. март 1961      | 1,5 час      | Пас Чернушка, миш, заморац, мува, семе биљака, бактерије                 | Регистрација; ЕКГ, дисања, сфигмограма                                                               | Салтелит се безбедно спустио по завршетку програма   |
| Пети свемирски брод-сателит       | 25. март 1961     | 1,5 час      | Пас Звездочка, морско прасе, мува, семе биљака, бактерије, култура ткива | Регистрација: ЕКГ, дисања, сфигмограма                                                               | Салтелит се безбедно спустио по завршетку програма   |

## Стратегија истраживања у астробиологији
Стратешки план истраживања у астробиологији може се сагледати коз седам основних научних циљева
1. Схватити природу средина погодних за живот и њихову распрострањеност у свемиру
Основна је компонента овог циља је моделовање развоја планете погодних за живот. Мала тела Сунчевог система, за која се сматра да су остаци од којих се нису успеле формирати планете важне су за космички биологију из два разлога:
- Прво стварити теоријских модела настанка и развоја настањивих планета након судара са раном Земљом који су битно утицали на хемијски састав будуће биосфере.

- Друго, посредно и непосредно сагледати екстрасоларне планете погодне за живот.

До сада, истраживањима је откривено преко 200 планета ван Сунчевог система, а недавно и прва екстрасоларна планета слична Земљи.
2. Истражити некадашњу или садашњу животну средину и знаке живота ван Сунчевог система
У првом је плану ових истраживања налази се истраживање Марса, а потом и остатка Сунчевог система даље од Марса.
3. Истражити како је живот потекао из космичких и планетарних претходница
Овим истраживањем треба разјаснити како су настали и развили се биомолекули.
4. Разумети како се некадашња живота на Земљи прилагођавао глобалним променама
Овим истраживањима нпр. треба открити како су из ране биосфере настали сложенија облици живота.
5. Изучи еволуцијске механизме ограничења која намеће околина
Овај се циљ изучавања посебно односи на молекуларну еволуција микроорганизама и њихово прилагођавање на екстремне услове животне средине. На самој Земљи су до сада откривени многи ексермофили, микроорганизми који живе у екстремним условима (са наше тачке гледишта) температуре, притиска и киселости.
6. Изучити и схватити принципе који ће највероватније обликовати будући живот на Земљи и изван ње
Тежиште у овим истраживањима је на прилагођавању живих организама на ванземаљске услове живота. Нпр свемирска биологија истражије утицај свемирских летова на живе организме. Данас је део астробиологије премда је настала много раније.
7. Одредити начине и поступке препознавања знакове живота у другим световима
Недавно је у атмосфери Марса откривен гас метан. Имајући у виду сазнање да метан у атмосферским условима на Марсу није дуготрајно стабилан, мора постојати неки његов стални извор. То би могла бити вулканска активност или евентуално знак постојања живих микроорганизама. Активни вулкани на Марсу, међутим, још нису откривени.

## Нове науке о космосу
| Астрофизика                      | Она је део астрономије који се првенствено бави физиком свемира, укључујући луминозитет, густину, температуру и хемијски састав звезда, галаксија и међузвезданог простора, као и њиховом интеракцијом. |
| Астрохемија                      | Грана је науке у којој се преклапаја астрономија и хемија. Астрохемија изучава хемијске елементе и њихове молекуле какве се јављају у свемиру. Користе се подаци о небеским телима добијени из астрономских инструмената да би се одредила хемијска структура небеских тела. |
| Астрогеологија                   | |
| Фундаментална космичка биологија | Је НАСА-ин програм (енгл. Fundamental space biology) који окупља научнике са универзитета широм Света у НАСА - центаре за проучавање основних биолошких процеса на земљи и у току космичких летова. Програм је заснован на мултидисциплинарном приступу истраживањим у области космичке биологије и космичке медицине. Научници окупљени у овај програм не проучавају само утицаје космичке средине на основне биолошке процесе у организму човека и других биолошких бића већ се баве истраживањем могућности ванземаљског живота, у дужем временском периоду. Такође објекат истраживања, у оквиру програма, су жива бића на Земљи која бораве у крајње екстремним условима како би се пронашле врсте које се успешно могу прилагодити космичким условима, као и примене специфичних адаптационих механизама, као основе у селекцији биолошких јединки и генетичком инжењерству.                               |
| Космичка екологија               | Грана је науке која проучава узајамне односе живих бића у космосу и однос живих бића према неживој природи и како преживети у космосу? |
| Космичка медицина                | Грана је превентивне медицине и медицине рада и значајна компонента ваздухопловно-космичке безбедности и космичких истраживања. Потекла из ваздухопловне медицине, 1940-их она се убрзано развија као самостална грана медицине, али и даље тесно и нераскидиво сарађује са њом, како би испунила захтеве у заштити здравља, не само космонаута, већ и обичних грађана, и омогућила им будући боравак на новим, негостољубивим просторима космоса. Космичка медицина проучава утицај летења космичким летелицама и средине у којој се оне крећу на организам космонаута и у пракси примењује одређене методе превентивне медицинске заштите у спречавању негативног утицаја лансирања и боравка у космосу на живот и здравље човека, као и настанак ванредних догађаја и катастрофа, које карактерише велики губитак људских живота, материјалних добара и поремећај еколошких система. |

## Основне поставке
Окружење у космосу и на другим планетама знатно се разликују од оног на Земљи. Зато космичка биологија као један од сегмената астробиологије себи поставља безброј питања;
- Могу ли се системи живих организама прилагодити и напредовати у космосу у дужем временском периоду?
- Како се то може безбедно постићи?
- Да ли постоје карактеристике могућег живљења у космосу, запамћене у генетском коду организама, и да ли се оне могу посматрати далеко од Земљиног окружења?
- Који су то биолошки феномени који су повезани са променама у гравитационим сигналима - посебно они повезани са космосом и ванземаљским окружењем?.
- Која је улога гравитације у регулисању сопствених система, што може дати пуније разумевање о томе како наша тело функционише на земљи?

Ово су само нека, од мноштва других специфичних питања, кој су области проучавањ космичке биологије-астробиологије.
Током последњих 30 година човековог летења и боравка у космосу, откривено је да људи, биљке и животиње подлежу променама које су у непосредној вези са ефективним одсуство гравитације. Спровођењем контролисаних истраживања у условима вештачке околине којом створени услове живота слични оним у космосу, може се одредити колико се живи системи прилагођавају, развијају и еволуирају у овом виртуелном свету. Досадашња сазнања указује на то да се уз одговарајућу подршку, живот може успешно прилагодити и стаништима ван Земље. Када будемо овладали сазнањима како се ти системи мењају, као одговор на одсуство гравитације, потпуно ћемо разумети и живот на нашој планети.
Човеково прилагођавање микрогравитацији космоса мора да буде минимум у низу функција повезаних са здрављем, укључујући ту и додатну и брзу реадаптатацију организма на гравитацију Земље након слетања. Истраживања космичке биологије су зато од кључног значаја за одређивање који биолошких механизми селективно контролишу адаптацију на космичку животну средину. Са овим сазнањима, човек је у стању да осигура безбедност људи у току летења. Истраживања космичке биологије такође подржавају развој вештачких екосистема у свемирским летелицама и планетарним базама, које су од суштинског значаја за пружање дугорочне подршке системима за људска истраживање изван Земље.
Сазнања космичке биологије такође нам помажу да разумемо како је живот на Земљи, еволуирао у сталном гравитационом окружењу. Животна еволуција захтевала је између мора, земљиште и ваздух посебне адаптивне механизме за превазилажење утицаја гравитације. Створене могућности да се проучава адаптације малих организама, кроз више генерација у космосу, у варијабилним гравитационим нивоима, пружа јединствени поглед у историју живота на Земљи.

## Како је почео и еволуирао живот?
Кроз историју смо могли видети да човечанство већ доста дуго покушава срочити некакву дефиницију живота. Износиле су се теорије и изводили различити експерименти и још увек не можемо са сигурношћу рећи што је то што нас чини живима.
Шта је живот како је почео и зашто је човеку стало да сазна што више о њему? Па за почетак, ми смо жива бића, и та чињеница нас разликује од већине ствари у Универзуму. Иако људи нису једини жива бића, ми смо међу неколицином, једини способни за разумевање природе живота, што може бити важан корак ка разумевању самог себе.
Како Ричард Докинс истиче, људи дефинишу живот и његов настанак на различите начине и за различите намене, како би у свакодневним ситуацијама, имали здраворазумски сет критеријума, попут овог: само живот који ми живимо у универзуму (једини живот за који знамо), је живот на Земљи, у свим његовим огромним разноликостима, а свако живо биће настало је и еволуирало је под заједничким утицајем Земљине гравитације, атмосфере и зрачења на различите начине. Тако су настале бројне дефиниције живота међу којима истичемо две из новијег периода;
Дефиниција НАСА-е
Живот је самоодржавајући хемијских систем способан за дарвинистичку еволуцију.
Минималистичка дефиниција (Тифонов)
Живот је репродукција са варијацијама.
Како ми тренутно знамо само за један облик разумног живота, то значи да нисмо у стању да на темељу те чињенице ваљано просудимо колика је вероватноћа да он постоји на другим планетама, ако нисмо потпуно уверени да смо спознали и разумели све битне еволуционе процесе на земљи, а нажалост до данас то нисмо.
Већина астробиолога сматра да је живот само људски израз, дефиниција, и да није уопште важно коју постојећу дефиницију живота одаберемо јер ћемо вероватно опет пронаћи некакав изузетак. Дефиниције живота увелико нам помажу у схватању света око себе, и тиме и доприносе трагању за животом у свемиру. Сва та истраживања и расправе кроз историју су нам дала на увид информације које и данас користимо у мисијама потраге биолошких знакова живота у свемиру. И све док је дефиниција живота разумна и општеприхваћена, можемо наставити ту потрагу за ванземаљским живим светом.
Можда постоји тотално другачији свет и облик живота каквог још не познајемо, стога научници који трагају за животом у свемиру морају бити свесни да се пронађени облици ванземаљског живота можда баш и неће уклапати у ту људску дефиницију, теорије живота и свих живих бића. Пред нама је узбудљиво раздобље. Период који ће нам донети мноштво изненађења и приближити нас одговору на питање живота и што је заправо то што нас чини живима.

## Да ли постоји живот ван Земље и, ако постоји, како може да се открије?
И поред тога што се изучавањем ове теоретске појаве бави астробиологија она до данас није успела да нађе ни један уверљив доказ постојања живота ван Земље, мада се доста спекулисало у вези са посредним доказима. Под појмом живот ван Земље у научним круговима подразумева се било какав облик живота у распону од најједноставнијих бактерија до сложених организама, па и интелигентних врста. Према неким проценама, бактерије би могле бити могући облик ванземаљског живота, на шта указује чинјеница да су на Земљи неке врсте прилагођене веома екстремним условима живота.
Део научника на основу истраживања сматра да је постојање живих организама ван планете Земље врло вероватно и да неки облици живота готово сигурно постоје у космосу, али се готово сви слажу да ти облици нису стигли до планете Земље. Постоји и известан број научника који сматра да сав живот на Земљи потиче управо из свемира. Теорија коју они заступају назива се теорија панспермије.
Као могућа погодна места за развој живота у космосу, сматрају се тзв. насељиве планете које се налазе на одговарајућој удаљености (сличној Земљиној) од средишта свог звезданог система да би се на њој развио живот и поседују или су поседовале током свог развоја течну воду на својој површини. Међу најчешћим насељивим планетама помињу се Венера, Марс, Глизе 581 c и , као и природни сателити Јупитера и Сатурна, првенствено Европа због својих океана који се налазе испод леденог покривача, а затим Енцелад и Титан.
Разлог зашто су астробиологији највећи природни сателити атрактивни за истраживање живота навео је Ђанкарло Ђента, инжењер политехнике из Торина и председник италијанског центра SETI. Према његовим речима, ови сателити имају атмосферу која је веома слична оној коју је Земља имала приликом настанка живота. Такав је састав атмосфере на Титану; њу чине азот, метан и трагови аргона.
У свету астробиолози раде на попису оних планета ван Сунчевог система које су сличне Земљи. Од 1996. до 2008. телескопима је откривено готово 230 планета, али према мишљењу Питера Ворда, палеонтолога и Доналда Браунлија, астробиолога, развој живота на другим планетама је готово немогућ. Они су то назвали претпоставком реткости Земље као планете, а подупрли су је тиме што је вероватноћа мешања амино-киселина и органских молекула тако да се добије живот, један према десет. Противник овог мишљења је астрофизичар Френк Дрејк, који је, још шездесетих година 20. века дао једначину за израчунавање могућих ванземаљских цивилизација. Према његовим прорачунима, таквих цивилазија је 30.000 могућих.

## Каква је будућност живота на Земљи и у космосу?
Истраживање космоса у биолошком смислу и утврђивање будућег живота у космосу подразумева „одвајање“ живих организама, укључујући и људе, из средине на Земљи на коју су се успешно адаптирали, и њихово довођење у нову мање гостољубиву средину, космос. Зато се поставља питање да ли је непосредна будућност човечанства везана за космичко пространство или је то само једна велика илузија дела научне јавности (астробиолога)? Ево неких од претпставки, које могу угрозити будућност Земље и живот на њој, које треба да докаже или оповргне астробиологија:
Колики је животни век Земље
Како постоје бројне недоказане претпоставке појединих научника да до краја животног века земље остаје 200 година, астробиологија мора прво да покуша да да одговор на питање колики је животни век једна звезда? Јер само тако се можео знати колико дуго се може очекивати постојање самог живота на Земљи.
Да ли астероиди, метеори, и комете могу угрозити будући живот на земљи?
Узмимо за пример чињеницу да је наша планета кроз историју пуно пута погођена великим и малим свемирским камењем. Астероиди, метеори и комете који су на неким деловима разорили површину Земље и уништили разне облике живота (нпр диносаурусе који су наводно изумрли од једног таквог удара астероида пре отприлике 65 милиона година), једна су од могућих опасности. Како је теорија да је астероид стварно кривац за изумирање диносауруса још увек контроверзна међу научном популацијом, астробиологија мора да нам да увид у чињенице, како би разумети везу са свемирским окружењем, кометама, метеорима, астероидима и тиме истовремено разумели саму историју настанка живота на нашој планети Земљи.
Исто тако морамо знати какви астероиди могу доћи из свемира и угрозити наш живот и све друге облике живота на Земљи. Значи, да бисмо сазнали историју настанка живота на планети, морамо разумети како се живот и развој живих бића уклапа у свемирско окружење.
Улога сунца у будућем животу на земљи?
Живот на Земљи у највећој мери зависи од сунчеве светлости, које ће према неким претпоставкама временом постајати све сјајније и сјајнија. За милијарду година биће тако топло на Земљи да ће океани почети да испаравају, што ће заувек променити стање на Земљи.
Земља ће на крају постати стена без живота: атмосфера ће због тога бити влажнија, убрзаће се ефекат стаклене баште, а Земља ће бити топлија за 100 или више степени него данас .
Ако се на то надовеже и све већи недостатак кисеоника доћиће до изумирања биљног света и већих животиња, све док на Земљи не остану само екстремофили, ситни организми који могу преживети и најекстремније услове, који би се вероватно настанили око задњих трагова воде, дубоко испод Земље. Али, и они ће с временом нестати, па ће за 2,8 милијарди година, тврде неки научници, Земља постати само стена у свемиру, без икаквих трагова живота. И ову претпоставку астробиологија треба докаже или оповргне.
Улога репродукције и самоодржања
Због тога што нека особа не може преживети заувек, она се репродукује и ствара себи слично потомство, тако да кроз њих она преживљава. Због хирова сексуалне репродукције, потомци наликују својим родитељима само у неким аспектима. Дакле, опстанак преко нечије деце је само делимична и ограничена врста опстанака на Земљи. Ипак, сви људи умиру, тако да је овај делимичнни опстанак преко деце тренутно један од најбољих бекап планова који је планети Земљи на располагању, али који у будућности може бити угрожен бројним неповољним утицајима.
Узмимо за пример алтруизам или понашање које се обично описује као „несебично“ и у коме су интереси других стављени изнад властитих интереса. Према ставовима неких социобиолога као што је Едмунд О. Вилсона, алтруизам може бити генетски мотивисан особина, чак и код људи. Тако можемо видети да поједине друштвене снаге могу подстаћи алтруистично понашање у свима нама. Било да су узроци генетски или културни, темељни принципи алтруизма су слични. Људска бића су уопштено гледано социјална бића и наш индивидуални опстанак зависи о томе да ли смо у стању да и у будућности будемо део одрживе друштвене групе. Акције проистекле из алтруизма које користе поједине друштвене групе могу изазвати супротне реакције чланова других група и на тај начин могу имати негативни утицај на опстанак припаднике исте врсте, па и читаве планете Земље.